# گنرواین

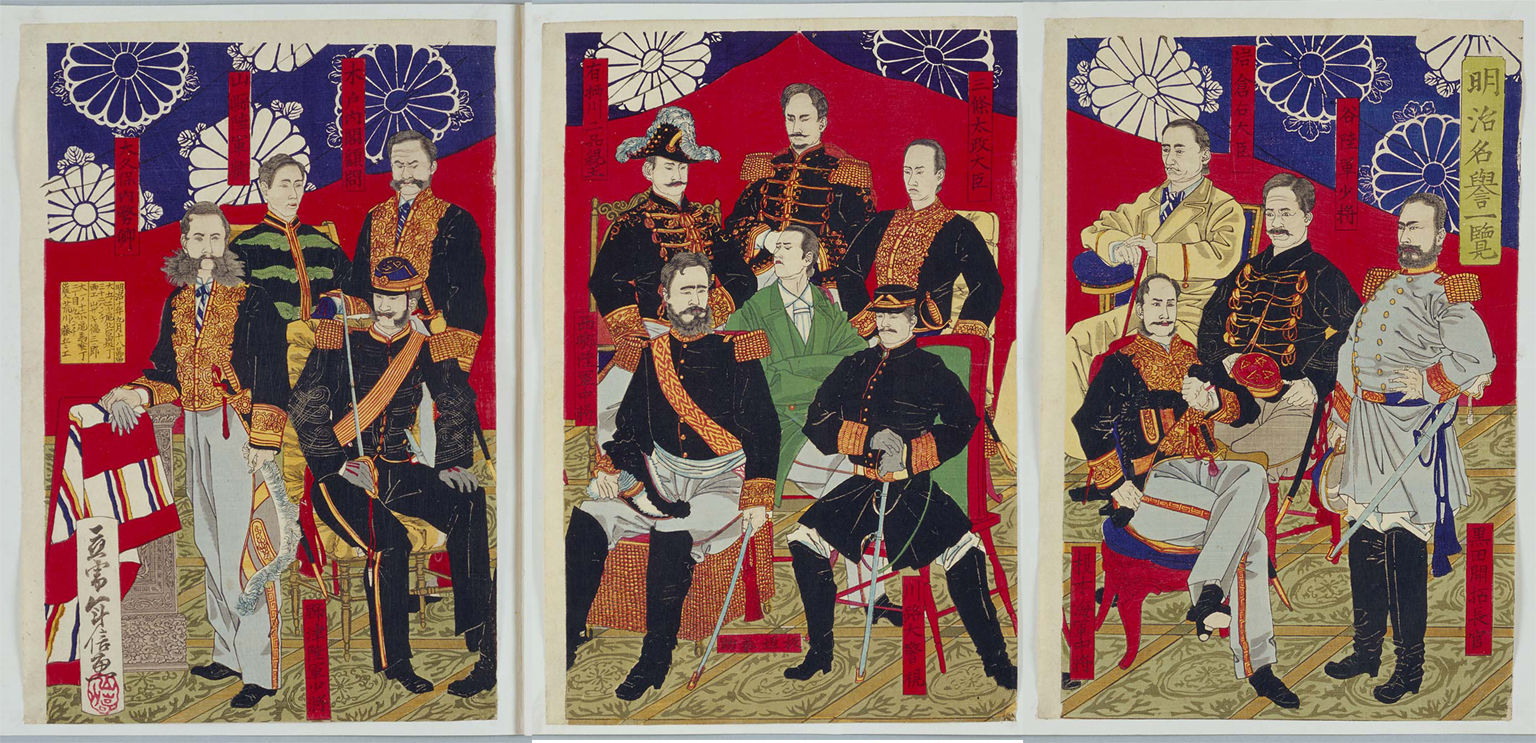
گنرواین

گنرواین (به ژاپنی: 元老院 Genrōin) دولت میجی در اوایل دوره میجی در ژاپن بود. این دولت پس از کنفرانس اوساکا در سال ۱۸۷۵ تأسیس شد.